# Группы по электробезопасности
Группа по электробезопасности — система квалификационных требований в России, предполагающая проведение обучения (инструктажа), последующую сдачу экзамена и выдачу (в случае положительного результата сдачи экзамена) соответствующего удостоверения. Определяет полномочия обучаемых или инструктируемых лиц в доступе и работах с приборами, электроинструментом, электрооборудованием и другим электрохозяйством учреждения, предприятия и т. п.
Поскольку возможны несчастные случаи, до допуска к работам электротехнический персонал должен также пройти обучение по оказанию первой помощи, в том числе по мерам освобождения пострадавшего от действия электрического тока. При поступлении на работу, переводе на другой участок работы или замещении отсутствующего работника работник при проверке знаний должен подтвердить имеющуюся группу по электробезопасности применительно к новой должности и к оборудованию электроустановок на новом участке (раздел II «Правил по охране труда при эксплуатации электроустановок»).
Как правило, конкретные требования по электробезопасности описаны в нормативных документах, описывающих организацию энергетической службы предприятия. Правила регулируются законодательно. После распада СССР в постсоветских республиках действуют свои редакции правил. В России группы по электробезопасности описаны в Правилах по охране труда при эксплуатации электроустановок и Правилах технической эксплуатации электроустановок потребителей, упоминания групп электробезопасности могут быть и в других документах.

## Квалификационные группы
Существует пять квалификационных групп:
- I группу, являющуюся наименьшей квалификацией, присваивают неэлектротехническому персоналу, среди которого есть риск поражения электрическим током, для этой группы удостоверение не выдаётся[5];
- группа II предполагает хорошее понимание опасности поражения электрическим током и присваивается электротехническому и электротехнологическому (электросварка, электролиз, электротермия и т. п.) персоналу с минимальными требованиями к электротехническим знаниям, к такому персоналу могут относиться в том числе электромонтёры, электрослесари и электросварщики[5][6];
- группы III, IV и V присваивают в зависимости от стажа работы, образования и специфики выполняемых работ[2]. В общем случае, для работ с электроустановками напряжением менее 1000 В (или выше, но в составе бригады) присваивается группа III (для ответственного за электрохозяйство — IV), до и выше 1000 В — группа IV или V (для ответственного — V)[5][2];
- группа V, будучи наивысшей, обычно присваивается мастерам или старшему персоналу[5].

### I группа
I группа распространяется на персонал, не относящийся к электротехническому и электротехнологическому, то есть напрямую не связанный с выполнением работ в электроустановках, но для которого существует риск поражения электрическим током при нестандартных ситуациях, отклонении от нормального режима работы оборудования, при поломке оборудования, замыкании.
Работники с I группой должны иметь элементарные представления об опасности электрического тока и мерах безопасности при работе с электрооборудованием. Работники также должны быть ознакомлены с правилами оказания первой помощи при электротравмах.
Перечень должностей, рабочих мест, требующих отнесения производственного персонала к группе I, определяет руководитель организации (обособленного подразделения) и указывается в приказе по предприятию.
Персоналу, усвоившему требования по электробезопасности, относящиеся к его производственной деятельности, присваивается группа I с оформлением в журнале. Присвоение группы I по электробезопасности производится путем проведения инструктажа, который должен завершаться проверкой знаний и навыков безопасных способов работы или оказания первой помощи при поражении электрическим током.

### II группа
Для электротехнического и электротехнологического персонала II группа может присваиваться:
- сварщикам, электролизникам, электротермистам и т. д.;
- работникам, эксплуатирующим энергонасыщенное оборудование, если во время использования регулируют, обслуживают электроприводы или электроаппаратуру (к примеру, токарь, фрезеровщик, лифтер или повар);
- работникам, использующим электрические ручные машины, переносные и передвижные электроприемники (это могут быть уборщицы, которые работают на подметально-уборочных машинах или операторы электротележек);
- работающим с применением переносного электроинструмента (например, слесаря, которые в своей работе используют болгарку, дрель, перфоратор и шуруповёрт).

Для электротехнического персонала II группа присваивается в начале их трудовой деятельности. II группа также позволяет выполнять следующие работы:
- в составе бригады работы в электроустановке, но самостоятельно работать не могут. На каждого такого работника должен быть член бригады, имеющий группу по электробезопасности не ниже III и общее число членов бригады с группой II не превышает трёх;
- единолично выполнять уборку коридоров закрытого распределительного устройства (ЗРУ) и электропомещений с электрооборудованием напряжением до и выше 1000 В, где токоведущие части ограждены;
- единолично выполнять по распоряжению осмотр воздушных линий (ВЛ) в светлое время суток при благоприятных метеоусловиях, в том числе с оценкой состояния опор, проверкой загнивания деревянных оснований опор; осуществлять противопожарную очистку площадок вокруг опор;
- выполнять электросварочные работы при условии прохождения обучения, инструктажа и проверки знаний требований безопасности, а также наличия соответствующего удостоверения.

### III группа
III группа присваивается электротехническому персоналу. Она является основной для электриков. Группу III разрешается присваивать работникам только по достижении 18-летнего возраста.
В электроустановках до 1000 В электрик с такой группой может работать в том числе и единолично (без присмотра электрика с большей группой). А в электроустановках свыше 1000 В он может быть только в составе бригады.

### IV группа
IV группа присваивается только лицам электротехнического персонала. Присваивается для выполнения работ повышенной опасности. Электрики с этой группой часто назначаются старшими при выполнении некоторых видов работ (например, при работах в электроустановках свыше 1000 В). Может иметь право на проведение единоличных работ (без второго человека).
Для обычных электриков (не инженерно-техническому персоналу) эта группа наивысшая.
IV группу до 1000 В может иметь работник, назначенный на роль ответственного лица за электрохозяйство если в организации используется оборудование до 1000 В.

### V группа
V группа присваивается лицам, ответственным за электрохозяйство, и другому инженерно-техническому персоналу в установках напряжением до и выше 1000 В. Лица с V группой имеют право отдавать распоряжения и руководить работами в электроустановках напряжением до и выше 1000 В.

## Порядок присвоения групп по электробезопасности

### I группа
Присвоение I группы проводится работником из числа электротехнического персонала, имеющего группу III или специалистом по охране труда, имеющим группу IV по электробезопасности или выше, назначенным распоряжением руководителя организации.

### Порядок присвоения II—V групп
Порядок присвоения групп по электробезопасности помещен в приложении 1 «Правил охраны труда при эксплуатации электроустановок». Группы с II по V присваиваются после минимального стажа в электроустановках в зависимости от уровня образования персонала, в том числе, не имеющего профильного электротехнического образования. В том же приложении дано примечание, что специалисты по охране труда, контролирующие электроустановки организаций потребителей электроэнергии, должны иметь группу IV, их производственный стаж должен быть не менее трёх лет.
Присвоение II—V группы происходит через сдачу индивидуального экзамена комиссии. Допускается сдача экзамена с помощью компьютера (кроме первичной, то есть впервые поступивших на работу, связанную с обслуживанием электроустановок, или имеющих перерыве в проверке знаний более 3 лет). Для каждой должности (профессии) руководством должен быть определен объем знаний, норм и правил с учетом должностных обязанностей и характера производственной деятельности работника по соответствующей должности (профессии), а также требований тех нормативных документов, обеспечение и соблюдение которых входит в его служебные обязанности.

### Комиссия по проверке знаний
Комиссия по проверке знаний норм и правил работы в электроустановках назначается приказом по предприятию. Этот приказ издается только на крупных предприятиях, где не целесообразно обучение всего электротехнического и электротехнологического персонала. Если численность персонала на предприятии небольшая, то проверка знаний должна проводиться в комиссиях органов госэнергонадзора.
Председатель комиссии для сдающих для работы в электроустановках до 1000 В должен иметь IV группу; для сдающих для работы в электроустановках до и свыше 1000 В — V группу. Председателем комиссии назначается, как правило, ответственный за электрохозяйство потребителя.
Все члены комиссии должны иметь группу по электробезопасности и пройти проверку знаний в комиссии органа госэнергонадзора. Допускается проверка знаний отдельных членов комиссии на месте, при условии, что председатель и не менее двух членов комиссии прошли проверку знаний в комиссии органов госэнергонадзора.
По результатам проверки присваивается группа по электробезопасности. Результаты проверки знаний заносятся в журнал установленной формы и подписываются всеми членами комиссии. Также выдаётся удостоверение установленной формы (приведено в приложении 1 к «Правилам охраны труда при эксплуатации электроустановок»).

### Повторная проверка знаний
Работникам, получившим при очередной проверке знаний неудовлетворительную оценку (не сдавшим), комиссия назначает повторную проверку в срок не позднее 1 месяца со дня последней проверки. Срок действия удостоверения для работника, получившего неудовлетворительную оценку, автоматически продлевается до срока, назначенного комиссией для второй проверки, если нет записанного в журнал проверки знаний специального решения комиссии о временном отстранении работника от работы в электроустановках.
Лица из электротехнического персонала с группами от II до V, имеющие просроченные удостоверения или не прошедшие проверку знаний, приравниваются к не имеющим группу.

### Очередная проверка знаний
Очередная проверка на II—V группы должна производиться в следующие сроки:
- для электротехнического персонала, непосредственно организующего и проводящего работы по обслуживанию действующих электроустановок или выполняющего в них наладочные, электромонтажные, ремонтные работы или профилактические испытания, а также для персонала, имеющего право выдачи нарядов, распоряжений, ведения оперативных переговоров, — раз в год;
- для административно-технического персонала, не относящегося к предыдущей группе, а также для специалистов по охране труда, допущенных к инспектированию электроустановок, — раз в три года.

### Внеочередная проверка знаний
Внеочередная проверка знаний на II—V группы проводится независимо от срока проведения предыдущей проверки:
- при введении в действие у потребителя новых или переработанных норм и правил;
- при установке нового оборудования, реконструкции или изменении главных электрических и технологических схем (необходимость внеочередной проверки в этом случае определяет технический руководитель);
- при назначении или переводе на другую работу, если новые обязанности требуют дополнительных знаний норм и правил;
- при нарушении работниками требований нормативных актов по охране труда;
- по требованию органов государственного надзора;
- по заключению комиссий, расследовавших несчастные случаи с людьми или нарушения в работе энергетического объекта;
- при повышении знаний на более высокую группу;
- при проверке знаний после получения неудовлетворительной оценки;
- при перерыве в работе в данной должности более полугода.

Внеочередная проверка, проводимая по требованию органов государственного надзора и контроля, а также после происшедших аварий, инцидентов и несчастных случаев, не отменяет сроков очередной проверки по графику и может проводиться в комиссии органов госэнергонадзора.

## Ответственные за электрохозяйство
Специалист по охране труда обычно относится к неквалифицированному в электрических устройствах персоналу, вследствие чего возложение на него ответственности за электрохозяйство будет ассоциироваться с рядом рисков. Ответственность за электрохозяйство возлагается на лицо из числа электротехнического персонала с группой электробезопасности IV или выше, обычно ответственным за электрохозяйство назначается главный энергетик.
Комиссия, созданная приказом по предприятию, под председательством ответственного за электробезопасность лица с группой IV и выше имеет право на проведение инструктажа на I группу и на обучение на II группу.